# TWS (grupo musical)
TWS (en hangul, 투어스; romanización revisada, Tueoseu), estilizado como TWS: es un grupo musical surcoreano formado y administrado bajo Pledis Entertainment. El grupo consta de seis miembros: Shinyu, Dohoon, Youngjae, Hanjin, Jihoon y Kyungmin. TWS debutó oficialmente el 22 de enero de 2024 con el lanzamiento del miniálbum Sparkling Blue.

## Origen del nombre
El 21 de diciembre de 2023, Pledis Entertainment reveló el nombre del grupo, la agencia explicó que el nombre se deriva del lema «veinticuatro y siete con nosotros», que refleja el compromiso del grupo de mantener una conexión duradera con sus fanáticos.

## Historia

### Predebut
El 7 de noviembre de 2023, Pledis Entertainment anunció sus planes de debutar una nueva banda de chicos en el primer trimestre de 2024. Los miembros de la banda entonces anónima, con el rostro cubierto, fueron presentados por primera vez por Hoshi, miembro de Seventeen, durante el evento SVT Caratland en 2023.

### 2024-presente: Debut conSparkling Blue, Summer Beat! y Last Bell
El 2 de enero, TWS lanzó su primer sencillo digital titulado «Oh MyMy:7s» como un sencillo de prelanzamiento, junto con un videoclip del mismo nombre. El 22 de enero, TWS realizó su debut con el lanzamiento de su primer miniálbum Sparkling Blue, junto con un videoclip titulado «plot twist». El 17 de febrero, TWS lanzó el videoclip de su canción «BFF», que forma parte de su miniálbum previamente mencionado.
El 5 de junio, TWS lanzó su segundo sencillo digital titulado «hey! hey!» como un sencillo de prelanzamiento, junto con un videoclip del mismo nombre. El 24 de junio, TWS lanzó su segundo miniálbum titulado Summer Beat!, junto un videoclip titulado «If I'm S, Can You Be My N?». El 25 de noviembre, TWS lanzó su primer sencillo titulado Last Bell, junto un videoclip titulado «Last Festival»

## Imagen pública

### Recepción
Pledis Entertainment presentó a TWS como un grupo de «próxima generación» con el objetivo de establecer un nuevo género llamado «Boyhood pop», que se enfoca en capturar las historias diarias de sus integrantes. Desde su debut, TWS ha presentado un estilo musical y visual que captura la experiencia juvenil masculina, sú música aborda temas universales y presenta una imagen relatable que puede atraer a un público más amplio. Las canciones de su primer miniálbum Sparkling Blue, reflejan historias diarias y emociones con las que muchos jóvenes pueden identificarse.

### Publicidad
El 19 de enero de 2024, TWS, incluso antes de su debut, fueron seleccionados como modelos para Milkis de Lotte Chilsung Beverage. El 1 de febrero de 2024, TWS fue nombrada patrocinadora de Shinsegae Duty Free a través de su campaña Play with Us.El 19 de marzo de 2024, se anunciaron los TWS como los nuevos modelos de Kangol, una marca global de herencia británica.
El 10 de junio de 2024, TWS colaboró con el FC Barcelona en una sesión de fotos, destacando una estrategia de marketing innovadora donde los miembros de TWS lucian ropa y accesorios del club, conectando la música y el deporte. Esta alianza busca atraer a un público más amplio y fortalecer la posición de TWS como un grupo de K-pop que rompe con los estándares tradicionales al buscar resonar con una audiencia masculina.

## Miembros
- Shinyu (신유) – líder[32]
- Dohoon (도훈)
- Youngjae (영재)
- Hanjin (한진)
- Jihoon (지훈)
- Kyungmin (경민)

## Discografía

### EPs
| Año                                                                             | Álbum | Posicionamiento en listas | Posicionamiento en listas | Posicionamiento en listas | Posicionamiento en listas | Certificaciones    | Ventas                       |
| Año                                                                             | Álbum | COR                       | EUA World                 | JPN                       | JPN                       | Certificaciones    | Ventas                       |
| Año                                                                             | Álbum | COR                       | EUA World                 | Hot                       | Oricon                    | Certificaciones    | Ventas                       |
| ------------------------------------------------------------------------------- | --- | ------------------------- | ------------------------- | ------------------------- | ------------------------- | ------------------ | ---------------------------- |
| 2024                                                                            | Sparkling Blue - Lanzamiento: 22 de enero de 2024 - Discográfica: Pledis - Formato: CD, descarga digital, streaming | 1                         | 6                         | 3                         | 4                         | - KMCA: Platino    | - COR: 532 296 - JPN: 32 288 |
| 2024                                                                            | Summer Beat! - Lanzamiento: 24 de junio de 2024 - Discográfica: Pledis - Formato: CD, descarga digital, streaming   | 1                         | 14                        | 2                         | 2                         | - KMCA: 2× Platino | - COR: 628 105               |
| «—» indica que el álbum no alcanzó posición alguna o no fue lanzado en el país. | |                           |                           |                           |                           |                    |                              |

### Sencillos
| Año                                                                                | Sencillo | Posicionamiento en listas | Posicionamiento en listas | Posicionamiento en listas | Posicionamiento en listas | Certificaciones | Ventas |
| Año                                                                                | Sencillo | COR                       | EUA World                 | JPN                       | JPN                       | Certificaciones | Ventas |
| Año                                                                                | Sencillo | COR                       | EUA World                 | Hot                       | Oricon                    | Certificaciones | Ventas |
| ---------------------------------------------------------------------------------- | --- | ------------------------- | ------------------------- | ------------------------- | ------------------------- | --------------- | ------ |
| 2024                                                                               | Last Festival - Lanzamiento: 25 de noviembre de 2024 - Discográfica: Pledis - Formato: CD, descarga digital, streaming |                           |                           |                           |                           |                 |        |
| «—» indica que el sencillo no alcanzó posición alguna o no fue lanzado en el país. | |                           |                           |                           |                           |                 |        |

## Videografía

### Videos musicales
| Título                       | Año  | Director(es)    | Ref.   |
| ---------------------------- | ---- | --------------- | ------ |
| «Oh MyMy:7s»                 | 2024 | Kim Woo-gie     | [ 40 ] |
| «plot twist»                 | 2024 | Oh Ji-won       | [ 12 ] |
| «BFF»                        | 2024 | Guzza           | [ 15 ] |
| «hey! hey!»                  | 2024 | Kim Woo-gie     | [ 41 ] |
| «If I'm S, Can You Be My N?» | 2024 | Seong Won-mo    | [ 21 ] |
| «Double Take»                | 2024 | Christian Haahs | [ 42 ] |
| «Last Festival»              | 2024 | Seong Won-mo    | [ 24 ] |